# Kauksi (Alutaguse)
Kauksi is een plaats in de Estlandse gemeente Alutaguse, provincie Ida-Virumaa. De plaats heeft de status van dorp (Estisch: küla) en telt 58 inwoners (2021).
Tot in oktober 2017 hoorde Kauksi bij de gemeente Iisaku. In die maand werd Iisaku bij de fusiegemeente Alutaguse gevoegd.
De plaats ligt aan de noordoever van het Peipusmeer.